# Carceri di Tor di Nona

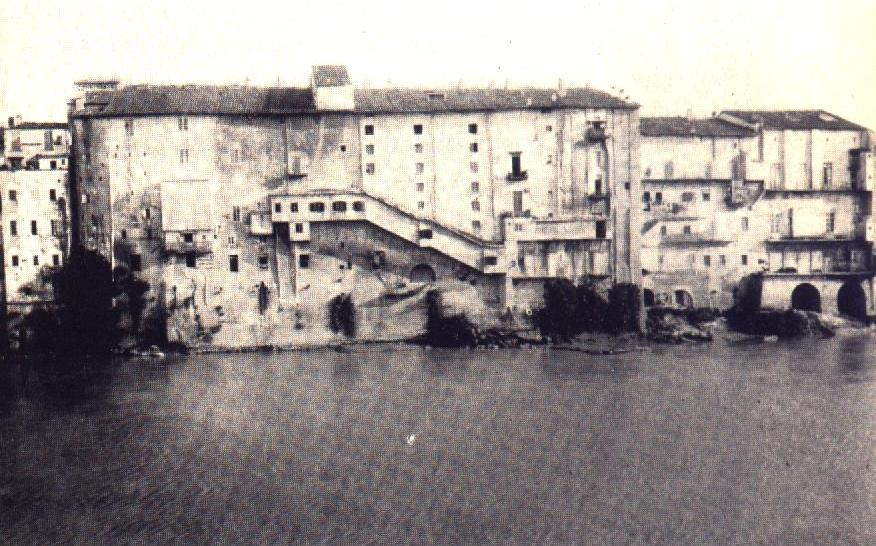
Vista do antigo Teatro di Tordinona (ou Teatro Apollo) às margens do Tibre antes da demolição em 1888.

Carceri di Tor di Nona, conhecido apenas como Tor di Nona, eram as principais prisões de Roma no início do século XV, quando assumiram o nome de presone dello papa, até 1657 juntamente com a Corte Savella. 
O cárcere emprestou seu nome ao moderno Lungotevere Tor di Nona, que liga a Piazza Sant'Angelo e a Piazza di Ponte Umberto I.

## História
Situado nas imediações do moderno Lungotevere Tor di Nona, o cárcere foi instaurado pela Câmara Apostólica na torre que, em 1395, por legado testamentário de Giovanni di Jacobello Orsini, passou para o Ospedele della Compagnia del Salvatore, que tinha este nome provavelmente por ser a nona torre que se encontrava quando se vinha da Porta Flaminia, parte da antiga muralha de defesa da cidade. Outra hipótese sobre a origem do nome seria uma referência a um celeiro medieval chamado "Turris annonae"  em latim, popularmente chamado (por corruptela) de Tor di Nona.
Entre os presos famosos que passaram por Tor di Nona estão o reformador toscano Pietro Carnesecchi (1567), o pintor Benvenuto Cellini (1571), o político Alessandro Pallantieri (1571), decapitado ali, os irmãos de Beatriz Cenci (1599), Giacomo e Bernardo, o cientista Giordano Bruno (1600) e o pintor Caravaggio (1603).
Em 1670, depois da construção do Carceri Nuove, o local foi transformado no Teatro di Tordinona. 